# Santa María del Oro (Jalisco)
Santa María del Oro é um município do estado de Jalisco, no México.
Em 2005, o município possuía um total de 2.656 habitantes.